# Синельниковский рессорный завод
Синельниковский рессорный завод (укр. Синельниківський ресорний завод) — промышленное предприятие в городе Синельниково Днепропетровской области Украины.

## История
Осенью 1903 года в селе Синельниково Павлоградского уезда Екатеринославской губернии Российской империи открылась кузнечно-прессовая мастерская Бронислава Яцкевича, на которой работало несколько десятков рабочих.

### 1917 - 1991
25 марта 1918 года австро-немецкие войска подошли к Синельниково. После нескольких дней боёв с частями РККА, 7 апреля 1918 года они оккупировали селение и оставались здесь до ноября 1918 года. В дальнейшем, село оказалось в зоне боевых действий гражданской войны.
В декабре 1919 года части 14-й армии РККА заняли Синельниково, здесь была установлена Советская власть и начаты ремонтно-восстановительные работы. 
После окончания боевых действий мастерские Б. А. Яцкевича были национализированы, восстановлены и преобразованы в 8-й государственный завод. В 1921 году Синельниково стало центром Синельниковского уезда Екатеринославской губернии (с 1923 года - Синельниковского района), что способствовало развитию населённого пункта. В 1924 году предприятию присвоили новое название - завод имени Коминтерна. В следующие годы завод был полностью реконструирован. 
В ходе индустриализации 1930-х годов было проведено расширение и техническое перевооружение завода. В 1930 году был построен кузнечный цех, в 1936 году - изготовлены первые детали для тракторов Харьковского тракторного завода. В результате, в 1937 году на заводе действовали четыре цеха (три кузнечных и шлифовальный), общая численность рабочих составляла свыше 400 человек (из них 45 коммунистов), основной продукцией в это время являлись инструменты, весы и металлоизделия хозяйственно-бытового назначения.
В ходе Великой Отечественной войны, в связи с приближением линии фронта, в августе 1941 года оборудование завода было эвакуировано на Урал. 2 октября 1941 года Синельниково было оккупировано немецкими войсками, 21 августа 1943 года - освобождено советскими войсками.
В дальнейшем, металлообрабатывающий завод им. Коминтерна возобновил работу. В ходе четвёртой пятилетки (1945 - 1950 гг.) здесь было освоено производство культиваторов, борон и гаечных ключей. В 1950 году общая стоимость валовой продукции завода составила свыше 15 млн. рублей.
В 1957 году был построен и начал работу клуб "Родина" завода им. Коминтерна.
В соответствии с семилетним планом развития народного хозяйства СССР (1959 - 1965 гг.) завод был значительно расширен, перешёл на выпуск нового вида продукции (рессор для тяжёлых грузовиков) и получил новое наименование - Синельниковский рессорный завод имени Коминтерна.
В конце 1980-х годов основной продукцией завода являлись листовые стальные рессоры для автомобилей и тракторов советского производства.
В целом, в советское время завод им. Коминтерна входил в число крупнейших предприятий города, на его балансе находились объекты социальной инфраструктуры.

### После 1991
После провозглашения независимости Украины находившиеся на балансе завода объекты социальной инфраструктуры были переданы в коммунальную собственность города.
В мае 1995 года Кабинет министров Украины утвердил решение о приватизации завода. В дальнейшем, государственное предприятие было преобразовано в открытое акционерное общество.
В августе 1997 года завод был включён в перечень предприятий, имеющих стратегическое значение для экономики и безопасности Украины. 
5 марта 1999 года завод был выведен из сферы управления Фонда государственного имущества Украины и передан в ведение Национального агентства Украины по управлению государственными корпоративными правами.
В 2000 году завод вошёл в состав днепропетровской научно-производственной группы «Днепротехсервис».
В 2021 году не осталось и кирпичика от когда то масштабного производства. Был снесён до основания.